# Dominique Webb
Pour les articles homonymes, voir Webb.
Dominique Weber, dit Dominique Webb, est un illusionniste et hypnotiseur français né le 24 avril 1941 à Portel-des-Corbières (Aude) et mort le 1er octobre 2019 à Narbonne (Aude),. 

## Biographie
Il se fait connaître du grand public en 1962 sous le nom de « Professeur Magic » en présentant à la télévision une émission mensuelle appelée La Foire aux illusions et crée la même année une boîte de magie destinée aux enfants commercialisée sous le nom de « Coffret Magic ». Dans les années 1970, il reprend « fort brillamment » le numéro de music-hall de la « lévitation du “Piano volant” mise au point par Servais Le Roy (1865-1953) », spectacle pour lequel travaillent aussi Jean-Michel Jarre et le chanteur Christophe. 
En 2006, il est victime d'un grave accident de ski qui le handicape des jambes pendant plusieurs années.

## Filmographie

### Télévision
- 1962 : La Foire aux illusions : Professeur Magic

### Cinéma
- 1979 : Ces flics étranges venus d'ailleurs de Philippe Clair
- 1983 : C'est facile et ça peut rapporter... 20 ans de Jean Luret

## Médias
- Le 18 juillet 1976, il passe dans l'émission « Rencontre avec » sur France Culture, une émission qui lui est entièrement consacré[5].
- Le 08 octobre 1985, il passe dans l'émission « Aujourd'hui la vie » sur Antenne 2 où il explique explique comment fonctionne l'hypnose dans le domaine du spectacle[6].

## Publications
- L'Hypnose et les Phénomènes psi, J'ai lu, coll. « L'Aventure mystérieuse » no 348, 1977 ;
- Devenez riche, je le veux !, Éditions de L'Olivier d'Argent, 1986 ;
- Les Secrets du Grand Albert - Recettes magiques, Carrère - Michel Lafon, 1987 ;
- Ma méthode, Carrère - Michel Lafon, 1987 ;
- Réussissez, je le veux !, Éditions Medium, 1991.